# Ашанский, Абель Аарон Ицкович
Ашанский (Ошянский) Абель Аарон Ицкович (1825, Ошяны, Литва—1899, Санкт-Петербург), фельдфебель, ветеран Кавалергардского Её Величества полка.
В 1846 году взят в рекруты. Начав службу в двадцать один год, Ашанский отказался креститься, однако солдатом стал хорошим. Первые семнадцать лет был печником в военно-рабочей роте, затем его перевели в гвардейский кавалергардский (кавалерийский) полк. Подошёл конец службы (только при Александре II она была сокращена до десяти лет), но возвращаться было уже некуда. Ашанский остался в армии. Служба Ашанского в гвардейском полку — исключительный случай в русской армии, так как обычно евреям, не принявшим христианство, не дозволялось оставаться в строю сверх обязательного срока.
Ашанский имел все награды, какие мог получить в своем звании и высший солдатский чин — фельдфебеля (офицером некрещёный «нижний чин», как правило, стать не мог). В 1890 году ввиду преклонного возраста Ашанского назначили надзирателем за больными, в этой должности он и пребывал до конца жизни. Пятидесятилетний юбилей службы ветерана отметили в 1896 году всем полком, причем в приказе особенно отмечалась преданность Ашанского своим товарищам.
Ашанский пользовался большим авторитетом в еврейской общине Петербурга. С 1894 года за его подписью поступило несколько обращений к властям от имени всех евреев Рождественской части Петербурга. Это были прошения об открытии запрещенной властями в декабре 1893 года молельни в этой части города. Подписывал он эти прошения как старейший житель Песков из евреев.
В своей книге «Пятьдесят лет в строю» бывший царский, а потом советский офицер граф А. А. Игнатьев, служивший в кавалергардском полку к моменту смерти Ашанского, вспоминает, как его удивило, что на похороны простого печника в часть стали съезжаться кареты и даже автомобили с богатыми господами. Гроб с его телом, по уставу несли все бывшие командиры полка, при которых Ашанский служил. Некоторые из них к тому времени занимали высокие посты в армии.
Погребение старого николаевского солдата состоялось на Преображенском кладбище при большом стечении народа. Русско-еврейская пресса воспользовалась случаем, чтобы выразить свой патриотизм.